# Ulyana
Ulyana (лат.) — ископаемый род жуков-долгоносиков из семейства Ulyanidae или подсемейства Ulyaninae в составе семейства Ithyceridae. Обнаружен в меловых отложениях Монголии (местонахождение около озера Бонцаган) и России (Хабаровский край, около реки Хатанга).

## Описание
Длина сохранившихся частей тела от 7 до 18 мм.
От других родов и семейств долгоносикообразных жуков отличается дорзоапикальным размещением усиков, крупными жвалами, зауженной позади глаз головой, очень короткой прекоксальной частью переднегруди, коротким и субвертикальным нотостернальным швом проторокса. Род был впервые описан в 1993 году российским палеоэнтомологом В. В. Жерихина (1945—2001), а валидный статус подтверждён в 1999 году в ходе ревизии и описания второго вида рода российским энтомологом Вадимом Геннадьевичем Грачёвым (1963—2006).

## Классификация
- †Ulyana excellens Gratshev, 1999 — Монголия
- †Ulyana nobilis Zherichin, 1993 — Россия